# Acanthochelys
Acanthochelys és un gènere de tortugues de la família Chelidae que viuen a Amèrica del Sud.

## Taxonomia
El gènere Acanthochelys inclou 4 espèciesː
- Acanthochelys macrocephala
- Acanthochelys pallidipectoris
- Acanthochelys radiolata
- Acanthochelys spixii